# Автошлях Р 31
Автошлях Р31 — автомобільний шлях регіонального значення на території України. Проходить через територію Житомирської та Вінницької областей. Починається у Бердичеві, відгалужуючись від М21 та Т 2309, перетинається з автошляхом Н02. Біля села Великий Митник перетинається з автошляхом Т 0610. Примикає до М12 поблизу села Літинські Хутори. Закінчується у селищі Літині. Загальна довжина — 79,4 км.